# LTNS
《LTNS》(영어: Long Time No Sex)는 TVING에서 2024년 1월 19일 공개가 된 대한민국의 에로 코미디 드라마이다.

## 기획의도
짠한 현실에 관계마저 소원해진 부부 ‘우진’과 ‘사무엘’이 돈을 벌기 위해 불륜 커플들의 뒤를 쫓으며 일어나는 예측불허 고자극 불륜 추적 활극

## 제작진

### 제작사
- 바른손스튜디오

### 연출
- 임대형 : ( 영화 《레몬타임》(각본&감독&편집), 영화 《정모날》(주연), 영화 《서울집》(조연&각색&음향), 영화 《5/4(사분의 오)》(주연), 영화 《만일의 세계》(각본&감독&음악&미술&편집), 영화 《방과 후 티타임 리턴즈》(주연), 영화 《메리 크리스마스 미스터 모》(각본&감독), 영화 《윤희에게》(각본&감독) 등 연출 및 집필 )

- 전고운 : ( 영화 《내게 사랑은 너무 써》(각본&감독&편집), 영화 《여덟 번의 감정》(연출부), 영화 《배드신》(각본&감독), 영화 《1999, 면회》(투자&각색&제작), 영화 《족구왕》(기획&제작&단역 - 학생들 역), 영화 《돌연변이》(각색), 영화 《굿바이 싱글》(각색&스크립터), 영화 《범죄의 여왕》(각색&제작&단역 - 고시학원생), 영화 《소공녀》(각본&감독&제작), 영화 《페르소나》(각본&감독), 영화 《한강에게》(특별출연 - 작가부부 역), 영화 《보희와 녹양》(단역 - 산부인과 역), 도서 《을들의 당나귀 귀 2》(공동집필), 도서 《쓰고 싶다 쓰고 싶지 않다》(집필) 등 연출 및 집필 )

### 극본
- 임대형

- 전고운

## 출연

### 주연
- 이솜 : 우진 역
- 안재홍 : 사무엘 역

### 주변 인물
- 이학주 : 정수 역
- 김새벽 : 세연 역
- 정진영 : 백호 역
- 양말복 : 영애 역
- 김우겸 : 병우 역
- 정재원 : 가영 역

### 그 외 인물
- 류덕환
- 옥자연